# Função sinc
Em matemática, a função sinc, o termo "sinc" é uma contração do nome da função em latim sinus cardinalis (seno cardinal), denotada por {\displaystyle \operatorname {sinc} (x)} e às vezes como {\displaystyle Sa(x)}, tem duas definições praticamente equivalentes. Na teoria de processamento digital de sinais e informações, a função sinc normalizada é comumente definida por:
{\displaystyle \operatorname {sinc} (x)={\frac {\sin(\pi x)}{\pi x}}.\,\!}
Ela é dita normalizada porque a sua integral sobre todos os {\displaystyle x} é {\displaystyle 1}. A transformada de Fourier da função sinc normalizada é a função retangular sem escala. Esta função é fundamental no conceito de reconstrução de sinais originais contínuos limitados em banda, a partir de amostras uniformemente espaçadas desse sinal.
Em matemática, a função sinc não-normalizada historicamente é definida por
{\displaystyle \operatorname {sinc} (x)={\frac {\sin(x)}{x}}.\,\!}
A única diferença entre as duas definições está na escala da variável independente (o eixo x) por um fator de π. Em ambos os casos, o valor da função na singularidade removível em zero é entendido como o valor limite {\displaystyle 1}. A função sinc é analítica em toda parte.

## Propriedades

A função sinc normalizada (em azul) e a função sinc não-normalizada (em vermelho), mostradas na mesma escala de.

Os zeros do sinc não normalizado são múltiplos não nulos de {\displaystyle \pi }; já os zeros do sinc normalizado são inteiros não nulos.
Os máximos e mínimos locais do sinc não-normalizado correspondem à sua intersecção com a função cosseno. Ou seja, {\displaystyle {\frac {\operatorname {sen}(\xi )}{\xi }}=\cos(\xi )} para todos os {\displaystyle \xi } onde a derivada de {\displaystyle {\frac {\operatorname {sen}(x)}{x}}} é nula  (e, portanto, um extremo local é atingido).
A função sinc normalizada tem uma representação simples como o produtório infinito
{\displaystyle {\frac {\sin(\pi x)}{\pi x}}=\prod _{n=1}^{\infty }\left(1-{\frac {x^{2}}{n^{2}}}\right)\,\!}
e está relacionada à função gama {\displaystyle \Gamma (x)} pela fórmula de reflexão de Euler:
{\displaystyle {\frac {\sin(\pi x)}{\pi x}}={\frac {1}{\Gamma (1+x)\Gamma (1-x)}}.\,\!}
Euler descobriu que
{\displaystyle {\frac {\sin(x)}{x}}=\prod _{n=1}^{\infty }\cos \left({\frac {x}{2^{n}}}\right).}
A transformada de Fourier contínua do sinc normalizado (à frequência comum) é rect({\displaystyle f}),
{\displaystyle \int _{-\infty }^{\infty }\operatorname {sinc} (t)\,e^{-i2\pi ft}\,dt=\operatorname {rect} (f),\,\!}
onde a função retangular é {\displaystyle 1} para argumentos entre {\displaystyle -{\tfrac {1}{2}}~e~{\tfrac {1}{2}}}, e zero no caso contrário. Isto corresponde ao fato de que o filtro sinc é o filtro passa-baixa ideal ("parede de tijolos", ou seja, resposta em freqüência retangular). Esta integral de Fourier, incluindo o caso especial
{\displaystyle \int _{-\infty }^{\infty }{\frac {\sin(\pi x)}{\pi x}}\,dx=\operatorname {rect} (0)=1\,\!}
é uma integral imprópria e não uma integral de Lebesgue convergente como
{\displaystyle \int _{-\infty }^{\infty }\left|{\frac {\sin(\pi x)}{\pi x}}\right|\,dx=+\infty .}
A função sinc normalizada tem propriedades que a tornam ideal em relação à interpolação de amostras de funções limitadas em banda:
- É uma função de interpolação, ou seja, {\displaystyle \operatorname {sinc} (0)=1}, e {\displaystyle \operatorname {sinc} (k)=0} para {\displaystyle k} inteiros e não-nulos.
- As funções {\displaystyle x_{k}(t)=\operatorname {sinc} (t-k)} formam uma base ortonormal para as funções limitadas em banda no espaço de funções {\displaystyle L^{2}(R)}, cuja maior frequência angular é {\displaystyle \omega _{H}=\pi } (isto é, o ciclo de frequência mais alto é {\displaystyle f_{H}={\tfrac {1}{2}}}).

Outras propriedades das duas funções sinc são:
- O sinc não normalizado é a zerogésima ordem da função de Bessel esférica de primeiro tipo, {\displaystyle j_{0}(x)}.  O sinc normalizado é {\displaystyle j_{0}(\pi x)} .

- {\displaystyle \int _{0}^{x}{\frac {\sin(\theta )}{\theta }}\,d\theta =\operatorname {Si} (x)\,\!}

onde {\displaystyle Si(x)} é o seno integral.
- {\displaystyle \lambda \cdot \operatorname {sinc} (\lambda x)} (não normalizado) é uma das duas soluções linearmente independentes da EDO linear

{\displaystyle x{\frac {d^{2}y}{dx^{2}}}+2{\frac {dy}{dx}}+\lambda ^{2}xy=0.\,\!}
A outra solução é {\displaystyle {\frac {\cos(\lambda x)}{x}}}, que diverge em {\displaystyle x=0}, ao contrário da função sinc.
- {\displaystyle \int _{-\infty }^{\infty }{\frac {\sin ^{2}(\theta )}{\theta ^{2}}}\,d\theta =\pi \rightarrow \int _{-\infty }^{\infty }\operatorname {sinc} ^{2}(x)\,dx=1.}

onde o sinc normalizado é significativo.
- {\displaystyle \int _{-\infty }^{\infty }{\frac {\sin ^{3}(\theta )}{\theta ^{3}}}\,d\theta ={\frac {3\pi }{4}}\,\!}

- {\displaystyle \int _{-\infty }^{\infty }{\frac {\sin ^{4}(\theta )}{\theta ^{4}}}\,d\theta ={\frac {2\pi }{3}}\,\!}